# Tepličky
Tepličky este o comună slovacă, aflată în districtul Hlohovec din regiunea Trnava. Localitatea se află la altitudinea de 215 m deasupra n.m., se întinde pe o suprafață de 5,675 km2 și în 2017 număra 309 locuitori.

## Istoric
Localitatea Tepličky este atestată documentar din 1113.

## Demografie
| An:                | 1994 | 2004   | 2014    | 2024   |
| ------------------ | ---- | ------ | ------- | ------ |
| Număr de persoane: | 265  | 275    | 310     | 317    |
| Diferență:         |      | +3,77% | +12,72% | +2,25% |

| An:                | 2023 | 2024   |
| ------------------ | ---- | ------ |
| Număr de persoane: | 318  | 317    |
| Diferență:         |      | −0,31% |